# Daley Blind
Daley Blind (IPA: [ˈdeːli blɪnt]; Amsterdam, 9 marzo 1990) è un calciatore olandese, difensore o centrocampista
del Girona.

## Biografia
È il figlio dell'ex difensore dell'Ajax Danny Blind, commissario tecnico della nazionale olandese dal 2015 al 2017.

## Caratteristiche tecniche
Terzino sinistro naturale, può ricoprire anche il ruolo di difensore centrale o di centrocampista difensivo, tuttavia anche in attacco è capace di rendersi utile, è capace di segnare calciando col sinistro, essendo il suo piede forte, benché possa anche fare uso del destro, inoltre è capace di servire bene gli assist in fase offensiva, capacità che fanno di Blind un giocatore polivalente.

## Carriera

### Club

#### Ajax e parentesi al Groningen

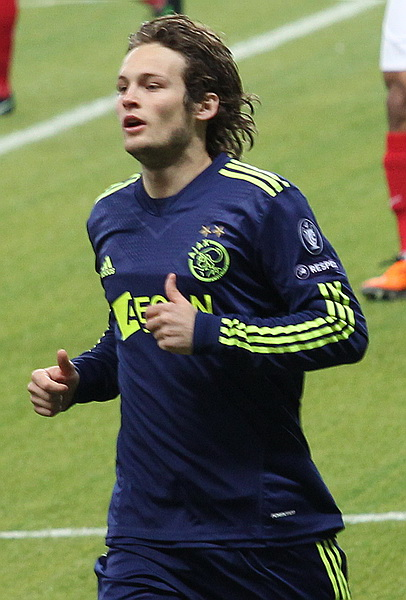
Blind con l'Ajax nel 2011

Blind inizia la sua carriera nel settore giovanile dell'Ajax, lo stesso club dove giocava suo padre Danny. Daley cresce nello Jong Ajax e nella stagione 2007-08, mentre fa ancora ufficialmente parte della squadra B-junior, diventa un pilastro della squadra A-Juniores, prima di passare in prima squadra nella stagione 2008-09. All'età di 17 anni firma il suo primo contratto da professionista con l'Ajax.
Il 7 dicembre 2008 Blind debutta con la prima squadra dell'Ajax nella trasferta contro il Volendam, in quella partita Blind si rivela decisivo, infatti conquista il calcio d'angolo che permette a Jan Vertonghen di segnare il gol decisivo per la vittoria dell'Ajax.
Il 5 gennaio 2010 viene ceduto in prestito al Groningen fino al termine della stagione 2009-10. Il 15 maggio 2011 vince l'Eredivisie nello scontro diretto vinto per 3-1 contro il Twente. Il 30 luglio perde, giocando da titolare, la Supercoppa d'Olanda sempre contro il Twente per 2-1. Diventato un elemento fondamentale dei lancieri, il 2 maggio 2012 vince la sua seconda Eredivisie consecutiva con l'Ajax concludendo la stagione con 26 presenze totali.
Nel corso della stagione 2012-2013, ormai diventato titolare inamovibile, segna il suo primo gol in carriera con la maglia dell'Ajax il 10 febbraio 2013 in Ajax-Roda JC 1-1 al minuto 54 su assist di Isaac Cuenca. Si ripete il 17 marzo nella vittoria esterna per 3-2 contro l'AZ Alkmaar. Il 5 maggio seguente vince il terzo campionato con i lancieri.

#### Manchester United

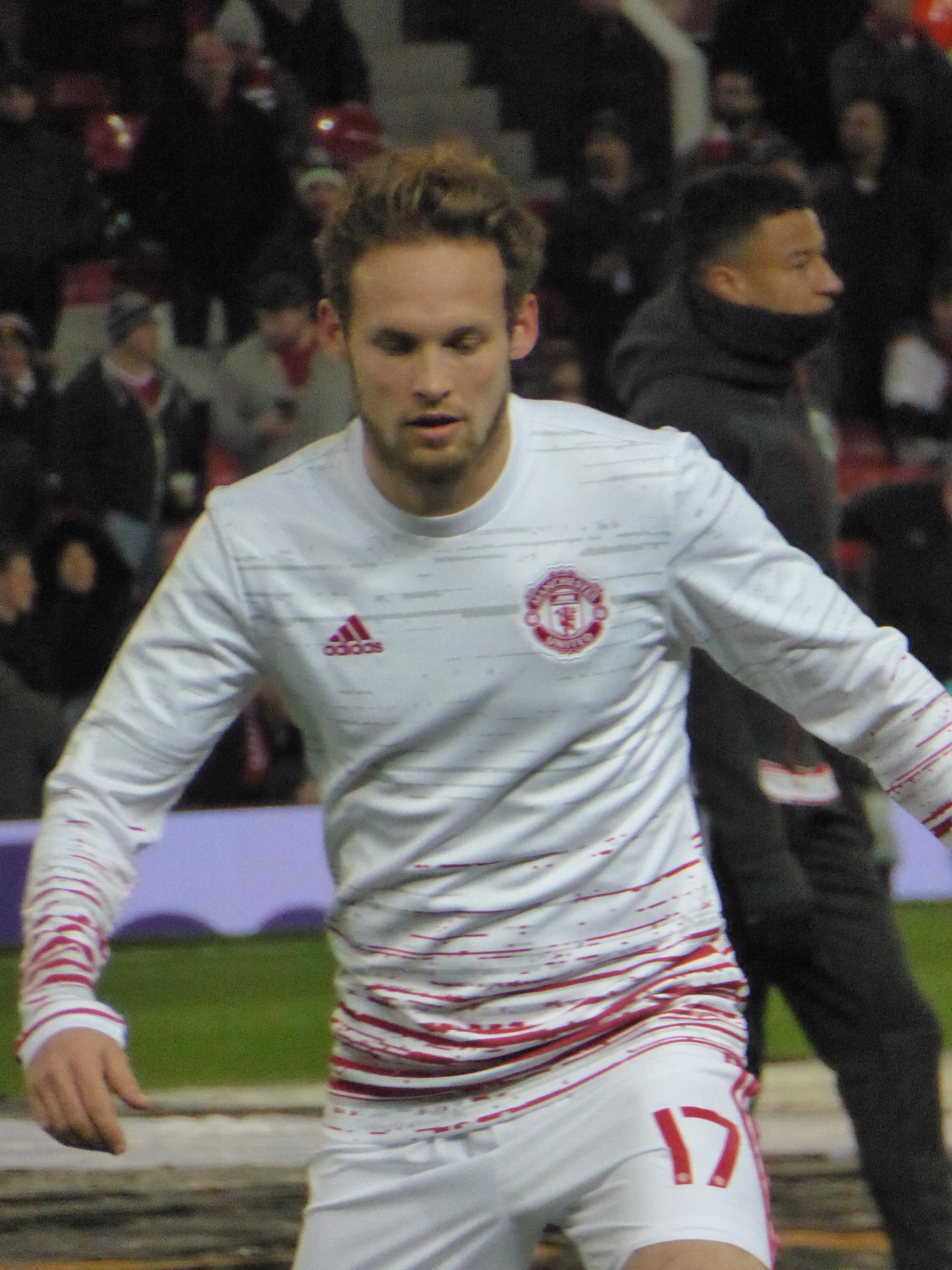
Blind con il Manchester United nel 2016

Il 30 agosto 2014 viene acquistato dal Manchester United per 18 milioni di euro; sceglie di indossare la maglia numero 17. Il 14 settembre seguente debutta con i Red Devils, nella gara vinta per 4-0 contro il Queens Park Rangers ad Old Trafford. Il 20 ottobre realizza la sua prima rete con la nuova maglia, nel pareggio per 2-2 sul campo del West Bromwich Albion. Si ripete l'8 febbraio 2015, contro il West Ham (1-1), segnando al 92º minuto il gol che permette alla sua squadra di pareggiare.
Il 24 maggio 2017 vince il suo primo trofeo internazionale, grazie al 2-0 conquistato dal Manchester United contro l'Ajax, sua ex squadra, nella finale di Europa League. Il 31 ottobre 2017, in occasione del match di Champions League vinto per 2-0 contro il Benfica, sigla il suo primo gol nelle competizioni europee.

#### Ritorno all'Ajax
Il 17 luglio 2018 viene acquistato dall'Ajax, facendo ritorno al club olandese dopo quattro anni. Il 16 dicembre segna la sua prima tripletta in carriera nell'8-0 casalingo maturato contro il De Graafschap. È uno dei protagonisti della grande stagione dell’Ajax che arriva fino alla semifinale di Champions League e vince campionato - il quinto per lui come il padre - e Coppa d’Olanda. Il 27 luglio 2019 segna il gol decisivo del 2-0 contro il PSV Eindhoven nella Supercoppa d'Olanda.
Il 10 dicembre 2019 durante Ajax-Valencia di Champions League è infastidito da vertigini: una successiva visita medica evidenzia una miocardite, ovvero una infiammazione del miocardio, per cui gli viene installato un defibrillatore sottocutaneo (S-ICD);
il 18 gennaio 2020 inizia il recupero e il 12 febbraio torna in campo nel finale di Vitesse-Ajax 0-3, gara valida per i quarti di finale di Coppa d'Olanda. Il 25 agosto dello stesso anno, durante l’amichevole con l'Hertha Berlino, il defibrillatore si spegne e Blind si accascia al suolo tenendosi una mano sul petto salvo poi uscire dal campo sulle proprie gambe dopo l’intervento dei medici. Torna poi ad allenarsi normalmente in gruppo due settimane più tardi e a giocare da titolare a partire dal 13 settembre raggiungendo le 400 presenze da professionista con i club il 4 ottobre in Groningen-Ajax 1-0.
Il 24 ottobre 2020 segna un gol nella vittoria per 0-13 maturata sul campo del Venlo e a dicembre supera le 250 presenze totali con i lancieri per poi prolungare a marzo il proprio contratto fino al 2023. A fine marzo 2021 rimedia un grave infortunio alla caviglia in nazionale che gli fa saltare il finale di stagione. Con la vittoria della Eredivisie 2020-2021, la sesta per lui, supera il padre per numero di vittorie della competizione. Il 13 febbraio 2022 nella vittoria interna contro il Twente (5-0) supera le 200 presenze con l'Ajax in Eredivisie e tocca le 300 complessive con i lancieri.
Il 27 dicembre 2022, dopo essere entrato in contrasto con l’allenatore Alfred Schreuder, risolve con sei mesi di anticipo il contratto in scadenza al 30 giugno 2023, chiudendo la sua seconda esperienza olandese dopo 124 presenze e 7 reti in campionato.

#### Bayern Monaco
Il 5 gennaio 2023 viene confermato il suo trasferimento al Bayern Monaco con cui firma un contratto fino al termine della stagione quando, dopo aver giocato appena 5 partite, rimane svincolato.

#### Girona
Il 7 luglio 2023 firma un contratto biennale con gli spagnoli del Girona.
Il 3 gennaio del 2024, nel match valido per la diciannovesima giornata de LaLiga segna il goal del momentaneo 3-1 contro l'Atletico Madrid, il suo primo con la maglia del Girona.

### Nazionale

#### Nazionali giovanili
Blind ha partecipato con la nazionale olandese Under-17 agli Europei U-17 del 2007. Dopo aver saltato la prima partita a causa di una squalifica ha realizzato una doppietta nella seconda partita contro l'Islanda, tuttavia nella stessa partita ha rimediato un infortunio alla caviglia che ha messo fine ai suoi europei. Blind è stato convocato per alcune partite di qualificazione agli Europei U-21 del 2011, senza mai scendere in campo.
Ha poi fatto il suo debutto nelle qualificazioni per gli Europei il 13 ottobre 2009, sostituendo il compagno di squadra dell'Ajax Siem de Jong nella vittoria per 4-0 contro la Polonia. Nell'agosto 2011, a distanza di due anni, viene convocato dall'allenatore dell'Under-21, Cor Pot, in vista dell`amichevole da disputare contro i pari età della Svezia.

#### Nazionale maggiore
Il 6 febbraio 2013 debutta in nazionale maggiore, giocando da titolare l'amichevole pareggiata per 1-1 contro l'Italia. Il 31 maggio 2014, entra ufficialmente a far parte dei 23 giocatori della selezione olandese che parteciperanno al Mondiale 2014 in Brasile. Il 13 giugno 2014, debutta in occasione della prima partita della fase a gironi contro la Spagna; la partita verrà poi vinta con un netto 5-1 per l'Olanda,di cui serve 2 assist. Il 12 luglio segna contro il Brasile la rete del 2 a 0, partita che finirà 3 a 0 per gli Orange, nella gara valevole per il terzo posto finale, concludendo la competizione con 7 presenze e 1 rete.
Nel giugno 2019 arriva con gli Oranje fino alla finale della neonata Nations League, cedendo tuttavia 0-1 al Portogallo; sul piano personale, viene inserito nel Team of the Tournament relativo alle final four della competizione.
Nel 2021 viene convocato all'Europeo giocando da titolare tutte le partite.
Convocato anche per i Mondiali 2022, il 25 novembre, in occasione della seconda sfida della competizione pareggiata 1-1 contro l'Ecuador, raggiunge Arjen Robben al nono posto a quota 96 presenze con gli oranje, per poi superarlo tre giorni dopo nel successo per 2-0 contro il Qatar. Il 3 dicembre segnando un gol nella vittoria contro gli Stati Uniti agli ottavi di finale a 32 anni e 269 giorni diventa il giocatore olandese più anziano a segnare in un Mondiale dopo Giovanni van Bronckhorst (35 anni e 151 giorni). Il cammino degli olandesi s'interrompe 6 giorni dopo ai quarti ai rigori (a cui Blind non ha partecipato perché è sostituito prima) contro l'Argentina futura campione del mondo.
Il 24 marzo 2023 raggiunge quota 100 presenze con la nazionale nella sfida persa per 4-0 contro la Francia.
Il 26 marzo 2024 aggancia, a quota 106 partite giocate, Giovanni van Bronckhorst al quinto posto per numero di gare disputate con gli Oranje in occasione dell'amichevole persa 2-1 contro la Germania.
Viene convocato per l'europeo di Germania 2024, disputando solamente la gara degli ottavi di finale. Il 14 agosto del medesimo anno annuncia l'addio alla nazionale, dopo 108 presenze che lo posizionano al quinto posto degli uomini più presenti di sempre con gli orange.

## Statistiche

### Presenze e reti nei club
Statistiche aggiornate all'8 luglio 2024.
| Stagione                 | Squadra                  | Campionato               | Campionato | Campionato | Coppe nazionali | Coppe nazionali | Coppe nazionali | Coppe europee | Coppe europee | Coppe europee | Altre coppe | Altre coppe | Altre coppe | Totale | Totale |
| Stagione                 | Squadra                  | Comp                     | Pres       | Reti       | Comp            | Pres            | Reti            | Comp          | Pres          | Reti          | Comp        | Pres        | Reti        | Pres   | Reti   |
| ------------------------ | ------------------------ | ------------------------ | ---------- | ---------- | --------------- | --------------- | --------------- | ------------- | ------------- | ------------- | ----------- | ----------- | ----------- | ------ | ------ |
| 2008-2009                | Ajax                     | ED                       | 5          | 0          | CO              | 0               | 0               | CU            | 1             | 0             | -           | -           | -           | 6      | 0      |
| 2009-2010                | Groningen                | ED                       | 19         | 0          | CO              | 0               | 0               | -             | -             | -             | -           | -           | -           | 19     | 0      |
| 2010-2011                | Ajax                     | ED                       | 10         | 0          | CO              | 4               | 0               | UCL+UEL       | 0+4           | 0             | SO          | 0           | 0           | 18     | 0      |
| 2011-2012                | Ajax                     | ED                       | 21         | 0          | CO              | 3               | 0               | UCL+UEL       | 2+1           | 0             | SO          | 1           | 0           | 28     | 0      |
| 2012-2013                | Ajax                     | ED                       | 34         | 2          | CO              | 3               | 0               | UCL+UEL       | 6+2           | 0             | SO          | 1           | 0           | 46     | 2      |
| 2013-2014                | Ajax                     | ED                       | 29         | 1          | CO              | 6               | 0               | UCL+UEL       | 6+2           | 0             | SO          | 1           | 0           | 44     | 1      |
| lug.-ago. 2014           | Ajax                     | ED                       | 3          | 0          | CO              | 0               | 0               | UCL           | -             | -             | SO          | 0           | 0           | 3      | 0      |
| ago. 2014-2015           | Manchester United        | PL                       | 25         | 2          | FACup+CdL       | 4+0             | 0               | -             | -             | -             | -           | -           | -           | 29     | 2      |
| 2015-2016                | Manchester United        | PL                       | 35         | 1          | FACup+CdL       | 7+2             | 1+0             | UCL+UEL       | 8+4           | 0             | -           | -           | -           | 56     | 2      |
| 2016-2017                | Manchester United        | PL                       | 23         | 1          | FACup+CdL       | 1+3             | 0               | UEL           | 11            | 0             | CS          | 1           | 0           | 39     | 1      |
| 2017-2018                | Manchester United        | PL                       | 7          | 0          | FACup+CdL       | 1+3             | 0               | UCL           | 6             | 1             | SU          | 0           | 0           | 17     | 1      |
| Totale Manchester United | Totale Manchester United | Totale Manchester United | 90         | 4          |                 | 21              | 1               |               | 29            | 1             |             | 1           | 0           | 141    | 6      |
| 2018-2019                | Ajax                     | ED                       | 34         | 5          | CO              | 5               | 1               | UCL           | 18            | 0             | -           | -           | -           | 57     | 6      |
| 2019-2020                | Ajax                     | ED                       | 20         | 0          | CO              | 2               | 0               | UCL+UEL       | 9 +2          | 0             | SO          | 1           | 1           | 34     | 1      |
| 2020-2021                | Ajax                     | ED                       | 23         | 1          | CO              | 3               | 0               | UCL+UEL       | 5+3           | 0+0           | -           | -           | -           | 34     | 1      |
| 2021-2022                | Ajax                     | ED                       | 34         | 1          | CO              | 2               | 0               | UCL           | 8             | 1             | SO          | 1           | 0           | 45     | 2      |
| lug.-dic. 2022           | Ajax                     | ED                       | 13         | 0          | CO              | 0               | 0               | UCL           | 5             | 0             | SO          | 1           | 0           | 19     | 0      |
| Totale Ajax              | Totale Ajax              | Totale Ajax              | 226        | 10         |                 | 28              | 1               |               | 74            | 1             |             | 6           | 1           | 334    | 13     |
| gen.-giu. 2023           | Bayern Monaco            | BL                       | 4          | 0          | CG              | 1               | 0               | UCL           | 0             | 0             | SG          | -           | -           | 5      | 0      |
| 2023-2024                | Girona                   | PD                       | 34         | 1          | CR              | 3               | 2               | -             | -             | -             | -           | -           | -           | 37     | 3      |
| Totale carriera          | Totale carriera          | Totale carriera          | 373        | 15         |                 | 53              | 4               |               | 103           | 2             |             | 7           | 1           | 536    | 22     |

### Cronologia presenze e reti in nazionale
| Cronologia completa delle presenze e delle reti in nazionale ― Paesi Bassi | Cronologia completa delle presenze e delle reti in nazionale ― Paesi Bassi | Cronologia completa delle presenze e delle reti in nazionale ― Paesi Bassi | Cronologia completa delle presenze e delle reti in nazionale ― Paesi Bassi | Cronologia completa delle presenze e delle reti in nazionale ― Paesi Bassi | Cronologia completa delle presenze e delle reti in nazionale ― Paesi Bassi | Cronologia completa delle presenze e delle reti in nazionale ― Paesi Bassi | Cronologia completa delle presenze e delle reti in nazionale ― Paesi Bassi |
| Data                                                                       | Città                                                                      | In casa                                                                    | Risultato                                                                  | Ospiti                                                                     | Competizione                                                               | Reti                                                                       | Note                                                                       |
| -------------------------------------------------------------------------- | -------------------------------------------------------------------------- | -------------------------------------------------------------------------- | -------------------------------------------------------------------------- | -------------------------------------------------------------------------- | -------------------------------------------------------------------------- | -------------------------------------------------------------------------- | -------------------------------------------------------------------------- |
| 6-2-2013                                                                   | Amsterdam                                                                  | Paesi Bassi                                                                | 1 – 1                                                                      | Italia                                                                     | Amichevole                                                                 | -                                                                          |                                                                            |
| 22-3-2013                                                                  | Amsterdam                                                                  | Paesi Bassi                                                                | 3 – 0                                                                      | Estonia                                                                    | Qual. Mondiali 2014                                                        | -                                                                          |                                                                            |
| 26-3-2013                                                                  | Amsterdam                                                                  | Paesi Bassi                                                                | 4 – 0                                                                      | Romania                                                                    | Qual. Mondiali 2014                                                        | -                                                                          | 61’                                                                        |
| 14-8-2013                                                                  | Faro                                                                       | Portogallo                                                                 | 1 – 1                                                                      | Paesi Bassi                                                                | Amichevole                                                                 | -                                                                          |                                                                            |
| 11-10-2013                                                                 | Amsterdam                                                                  | Paesi Bassi                                                                | 8 – 1                                                                      | Ungheria                                                                   | Qual. Mondiali 2014                                                        | -                                                                          |                                                                            |
| 15-10-2013                                                                 | Istanbul                                                                   | Turchia                                                                    | 0 – 2                                                                      | Paesi Bassi                                                                | Qual. Mondiali 2014                                                        | -                                                                          | 41’                                                                        |
| 16-11-2013                                                                 | Genk                                                                       | Giappone                                                                   | 2 – 2                                                                      | Paesi Bassi                                                                | Amichevole                                                                 | -                                                                          |                                                                            |
| 19-11-2013                                                                 | Amsterdam                                                                  | Paesi Bassi                                                                | 0 – 0                                                                      | Colombia                                                                   | Amichevole                                                                 | -                                                                          |                                                                            |
| 5-3-2014                                                                   | Parigi                                                                     | Francia                                                                    | 2 – 0                                                                      | Paesi Bassi                                                                | Amichevole                                                                 | -                                                                          | 52’                                                                        |
| 17-5-2014                                                                  | Amsterdam                                                                  | Paesi Bassi                                                                | 1 – 1                                                                      | Ecuador                                                                    | Amichevole                                                                 | -                                                                          |                                                                            |
| 31-5-2014                                                                  | Rotterdam                                                                  | Paesi Bassi                                                                | 1 – 0                                                                      | Ghana                                                                      | Amichevole                                                                 | -                                                                          |                                                                            |
| 4-6-2014                                                                   | Amsterdam                                                                  | Paesi Bassi                                                                | 2 – 0                                                                      | Galles                                                                     | Amichevole                                                                 | -                                                                          |                                                                            |
| 13-6-2014                                                                  | Salvador                                                                   | Spagna                                                                     | 1 – 5                                                                      | Paesi Bassi                                                                | Mondiali 2014 - 1º turno                                                   | -                                                                          |                                                                            |
| 18-6-2014                                                                  | Porto Alegre                                                               | Australia                                                                  | 2 – 3                                                                      | Paesi Bassi                                                                | Mondiali 2014 - 1º turno                                                   | -                                                                          |                                                                            |
| 23-6-2014                                                                  | San Paolo                                                                  | Paesi Bassi                                                                | 2 – 0                                                                      | Cile                                                                       | Mondiali 2014 - 1º turno                                                   | -                                                                          | 64’                                                                        |
| 29-6-2014                                                                  | Fortaleza                                                                  | Paesi Bassi                                                                | 2 – 1                                                                      | Messico                                                                    | Mondiali 2014 - Ottavi di finale                                           | -                                                                          |                                                                            |
| 5-7-2014                                                                   | Salvador                                                                   | Paesi Bassi                                                                | 0 – 0 dts (4 – 3 dtr)                                                      | Costa Rica                                                                 | Mondiali 2014 - Quarti di finale                                           | -                                                                          |                                                                            |
| 9-7-2014                                                                   | San Paolo                                                                  | Paesi Bassi                                                                | 0 – 0 dts (2 – 4 dtr)                                                      | Argentina                                                                  | Mondiali 2014 - Semifinale                                                 | -                                                                          |                                                                            |
| 12-7-2014                                                                  | Brasília                                                                   | Brasile                                                                    | 0 – 3                                                                      | Paesi Bassi                                                                | Mondiali 2014 - Finale 3º posto                                            | 1                                                                          | 70’                                                                        |
| 4-9-2014                                                                   | Bari                                                                       | Italia                                                                     | 2 – 0                                                                      | Paesi Bassi                                                                | Amichevole                                                                 | -                                                                          |                                                                            |
| 9-9-2014                                                                   | Praga                                                                      | Rep. Ceca                                                                  | 2 – 1                                                                      | Paesi Bassi                                                                | Qual. Euro 2016                                                            | -                                                                          |                                                                            |
| 10-10-2014                                                                 | Amsterdam                                                                  | Paesi Bassi                                                                | 3 – 1                                                                      | Kazakistan                                                                 | Qual. Euro 2016                                                            | -                                                                          |                                                                            |
| 13-10-2014                                                                 | Reykjavík                                                                  | Islanda                                                                    | 2 – 0                                                                      | Paesi Bassi                                                                | Qual. Euro 2016                                                            | -                                                                          |                                                                            |
| 12-11-2014                                                                 | Amsterdam                                                                  | Paesi Bassi                                                                | 2 – 3                                                                      | Messico                                                                    | Amichevole                                                                 | 1                                                                          |                                                                            |
| 16-11-2014                                                                 | Amsterdam                                                                  | Paesi Bassi                                                                | 6 – 0                                                                      | Lettonia                                                                   | Qual. Euro 2016                                                            | -                                                                          | 20’                                                                        |
| 28-3-2015                                                                  | Amsterdam                                                                  | Paesi Bassi                                                                | 1 – 1                                                                      | Turchia                                                                    | Qual. Euro 2016                                                            | -                                                                          |                                                                            |
| 31-3-2015                                                                  | Amsterdam                                                                  | Paesi Bassi                                                                | 2 – 0                                                                      | Spagna                                                                     | Amichevole                                                                 | -                                                                          | 73’                                                                        |
| 5-6-2015                                                                   | Amsterdam                                                                  | Paesi Bassi                                                                | 3 – 4                                                                      | Stati Uniti                                                                | Amichevole                                                                 | -                                                                          |                                                                            |
| 12-6-2015                                                                  | Riga                                                                       | Lettonia                                                                   | 0 – 2                                                                      | Paesi Bassi                                                                | Qual. Euro 2016                                                            | -                                                                          |                                                                            |
| 3-9-2015                                                                   | Amsterdam                                                                  | Paesi Bassi                                                                | 0 – 1                                                                      | Islanda                                                                    | Qual. Euro 2016                                                            | -                                                                          |                                                                            |
| 6-9-2015                                                                   | Konya                                                                      | Turchia                                                                    | 3 – 0                                                                      | Paesi Bassi                                                                | Qual. Euro 2016                                                            | -                                                                          | 74’                                                                        |
| 10-10-2015                                                                 | Astana                                                                     | Kazakistan                                                                 | 1 – 2                                                                      | Paesi Bassi                                                                | Qual. Euro 2016                                                            | -                                                                          | 5’                                                                         |
| 13-10-2015                                                                 | Amsterdam                                                                  | Paesi Bassi                                                                | 2 – 3                                                                      | Rep. Ceca                                                                  | Qual. Euro 2016                                                            | -                                                                          | 29’                                                                        |
| 13-11-2015                                                                 | Cardiff                                                                    | Galles                                                                     | 2 – 3                                                                      | Paesi Bassi                                                                | Amichevole                                                                 | -                                                                          |                                                                            |
| 25-3-2016                                                                  | Amsterdam                                                                  | Paesi Bassi                                                                | 2 – 3                                                                      | Francia                                                                    | Amichevole                                                                 | -                                                                          |                                                                            |
| 29-3-2016                                                                  | Londra                                                                     | Inghilterra                                                                | 1 – 2                                                                      | Paesi Bassi                                                                | Amichevole                                                                 | -                                                                          | cap.                                                                       |
| 1-9-2016                                                                   | Eindhoven                                                                  | Paesi Bassi                                                                | 1 – 2                                                                      | Grecia                                                                     | Amichevole                                                                 | -                                                                          |                                                                            |
| 6-9-2016                                                                   | Stoccolma                                                                  | Svezia                                                                     | 1 – 1                                                                      | Paesi Bassi                                                                | Qual. Mondiali 2018                                                        | -                                                                          |                                                                            |
| 7-10-2016                                                                  | Rotterdam                                                                  | Paesi Bassi                                                                | 4 – 1                                                                      | Bielorussia                                                                | Qual. Mondiali 2018                                                        | -                                                                          |                                                                            |
| 10-10-2016                                                                 | Amsterdam                                                                  | Paesi Bassi                                                                | 0 – 1                                                                      | Francia                                                                    | Qual. Mondiali 2018                                                        | -                                                                          |                                                                            |
| 9-11-2016                                                                  | Amsterdam                                                                  | Paesi Bassi                                                                | 1 – 1                                                                      | Belgio                                                                     | Amichevole                                                                 | -                                                                          |                                                                            |
| 13-11-2016                                                                 | Lussemburgo                                                                | Lussemburgo                                                                | 1 – 3                                                                      | Paesi Bassi                                                                | Qual. Mondiali 2018                                                        | -                                                                          | 60’                                                                        |
| 25-3-2017                                                                  | Sofia                                                                      | Bulgaria                                                                   | 2 – 0                                                                      | Paesi Bassi                                                                | Qual. Mondiali 2018                                                        | -                                                                          |                                                                            |
| 28-3-2017                                                                  | Amsterdam                                                                  | Paesi Bassi                                                                | 1 – 2                                                                      | Italia                                                                     | Amichevole                                                                 | -                                                                          | 83’                                                                        |
| 4-6-2017                                                                   | Rotterdam                                                                  | Paesi Bassi                                                                | 5 – 0                                                                      | Costa d'Avorio                                                             | Amichevole                                                                 | -                                                                          | 61’                                                                        |
| 9-6-2017                                                                   | Rotterdam                                                                  | Paesi Bassi                                                                | 5 – 0                                                                      | Lussemburgo                                                                | Qual. Mondiali 2018                                                        | -                                                                          |                                                                            |
| 31-8-2017                                                                  | Saint-Denis                                                                | Francia                                                                    | 4 – 0                                                                      | Paesi Bassi                                                                | Qual. Mondiali 2018                                                        | -                                                                          |                                                                            |
| 3-9-2017                                                                   | Amsterdam                                                                  | Paesi Bassi                                                                | 3 – 1                                                                      | Bulgaria                                                                   | Qual. Mondiali 2018                                                        | -                                                                          |                                                                            |
| 7-10-2017                                                                  | Borisov                                                                    | Bielorussia                                                                | 1 – 3                                                                      | Paesi Bassi                                                                | Qual. Mondiali 2018                                                        | -                                                                          |                                                                            |
| 10-10-2017                                                                 | Amsterdam                                                                  | Paesi Bassi                                                                | 2 – 0                                                                      | Svezia                                                                     | Qual. Mondiali 2018                                                        | -                                                                          | 44’                                                                        |
| 9-11-2017                                                                  | Aberdeen                                                                   | Scozia                                                                     | 0 – 1                                                                      | Paesi Bassi                                                                | Amichevole                                                                 | -                                                                          |                                                                            |
| 14-11-2017                                                                 | Bucarest                                                                   | Romania                                                                    | 0 – 3                                                                      | Paesi Bassi                                                                | Amichevole                                                                 | -                                                                          | 87’                                                                        |
| 31-5-2018                                                                  | Trnava                                                                     | Slovacchia                                                                 | 1 – 1                                                                      | Paesi Bassi                                                                | Amichevole                                                                 | -                                                                          | 66’                                                                        |
| 4-6-2018                                                                   | Torino                                                                     | Italia                                                                     | 1 – 1                                                                      | Paesi Bassi                                                                | Amichevole                                                                 | -                                                                          | 77’                                                                        |
| 6-9-2018                                                                   | Amsterdam                                                                  | Paesi Bassi                                                                | 2 – 1                                                                      | Perù                                                                       | Amichevole                                                                 | -                                                                          |                                                                            |
| 9-9-2018                                                                   | Parigi                                                                     | Francia                                                                    | 2 – 1                                                                      | Paesi Bassi                                                                | UEFA Nations League 2018-2019 - 1º turno                                   | -                                                                          |                                                                            |
| 13-10-2018                                                                 | Amsterdam                                                                  | Paesi Bassi                                                                | 3 – 0                                                                      | Germania                                                                   | UEFA Nations League 2018-2019 - 1º turno                                   | -                                                                          |                                                                            |
| 16-10-2018                                                                 | Bruxelles                                                                  | Belgio                                                                     | 1 – 1                                                                      | Paesi Bassi                                                                | Amichevole                                                                 | -                                                                          | cap.                                                                       |
| 16-11-2018                                                                 | Rotterdam                                                                  | Paesi Bassi                                                                | 2 – 0                                                                      | Francia                                                                    | UEFA Nations League 2018-2019 - 1º turno                                   | -                                                                          |                                                                            |
| 19-11-2018                                                                 | Gelsenkirchen                                                              | Germania                                                                   | 2 – 2                                                                      | Paesi Bassi                                                                | UEFA Nations League 2018-2019 - 1º turno                                   | -                                                                          |                                                                            |
| 21-3-2019                                                                  | Rotterdam                                                                  | Paesi Bassi                                                                | 4 – 0                                                                      | Bielorussia                                                                | Qual. Euro 2020                                                            | -                                                                          |                                                                            |
| 24-3-2019                                                                  | Amsterdam                                                                  | Paesi Bassi                                                                | 2 – 3                                                                      | Germania                                                                   | Qual. Euro 2020                                                            | -                                                                          | 48’                                                                        |
| 6-6-2019                                                                   | Guimarães                                                                  | Paesi Bassi                                                                | 3 – 1 dts                                                                  | Inghilterra                                                                | UEFA Nations League 2018-2019 - Semifinale                                 | -                                                                          |                                                                            |
| 9-6-2019                                                                   | Porto                                                                      | Portogallo                                                                 | 1 – 0                                                                      | Paesi Bassi                                                                | UEFA Nations League 2018-2019 - Finale                                     | -                                                                          | [ 42 ]                                                                     |
| 6-9-2019                                                                   | Amburgo                                                                    | Germania                                                                   | 2 – 4                                                                      | Paesi Bassi                                                                | Qual. Euro 2020                                                            | -                                                                          |                                                                            |
| 9-9-2019                                                                   | Tallinn                                                                    | Estonia                                                                    | 0 – 4                                                                      | Paesi Bassi                                                                | Qual. Euro 2020                                                            | -                                                                          |                                                                            |
| 10-10-2019                                                                 | Rotterdam                                                                  | Paesi Bassi                                                                | 3 – 1                                                                      | Irlanda del Nord                                                           | Qual. Euro 2020                                                            | -                                                                          |                                                                            |
| 13-10-2019                                                                 | Minsk                                                                      | Bielorussia                                                                | 1 – 2                                                                      | Paesi Bassi                                                                | Qual. Euro 2020                                                            | -                                                                          |                                                                            |
| 16-11-2019                                                                 | Belfast                                                                    | Irlanda del Nord                                                           | 0 – 0                                                                      | Paesi Bassi                                                                | Qual. Euro 2020                                                            | -                                                                          |                                                                            |
| 11-10-2020                                                                 | Zenica                                                                     | Bosnia ed Erzegovina                                                       | 0 – 0                                                                      | Paesi Bassi                                                                | UEFA Nations League 2020-2021 - 1º turno                                   | -                                                                          | 86’                                                                        |
| 14-10-2020                                                                 | Bergamo                                                                    | Italia                                                                     | 1 – 1                                                                      | Paesi Bassi                                                                | UEFA Nations League 2020-2021 - 1º turno                                   | -                                                                          | 77’                                                                        |
| 11-11-2020                                                                 | Amsterdam                                                                  | Paesi Bassi                                                                | 1 – 1                                                                      | Spagna                                                                     | Amichevole                                                                 | -                                                                          | 6’                                                                         |
| 15-11-2020                                                                 | Amsterdam                                                                  | Paesi Bassi                                                                | 3 – 1                                                                      | Bosnia ed Erzegovina                                                       | UEFA Nations League 2020-2021 - 1º turno                                   | -                                                                          |                                                                            |
| 18-11-2020                                                                 | Chorzów                                                                    | Polonia                                                                    | 1 – 2                                                                      | Paesi Bassi                                                                | UEFA Nations League 2020-2021 - 1º turno                                   | -                                                                          | 84’                                                                        |
| 24-3-2021                                                                  | Istanbul                                                                   | Turchia                                                                    | 4 – 2                                                                      | Paesi Bassi                                                                | Qual. Mondiali 2022                                                        | -                                                                          | 82’                                                                        |
| 27-3-2021                                                                  | Amsterdam                                                                  | Paesi Bassi                                                                | 2 – 0                                                                      | Lettonia                                                                   | Qual. Mondiali 2022                                                        | -                                                                          | 87’                                                                        |
| 30-3-2021                                                                  | Gibilterra                                                                 | Gibilterra                                                                 | 0 – 7                                                                      | Paesi Bassi                                                                | Qual. Mondiali 2022                                                        | -                                                                          | 54’                                                                        |
| 6-6-2021                                                                   | Enschede                                                                   | Paesi Bassi                                                                | 3 – 0                                                                      | Georgia                                                                    | Amichevole                                                                 | -                                                                          | 46’                                                                        |
| 13-6-2021                                                                  | Amsterdam                                                                  | Paesi Bassi                                                                | 3 – 2                                                                      | Ucraina                                                                    | Euro 2020 - 1º turno                                                       | -                                                                          | 64’                                                                        |
| 17-6-2021                                                                  | Amsterdam                                                                  | Paesi Bassi                                                                | 2 – 0                                                                      | Austria                                                                    | Euro 2020 - 1º turno                                                       | -                                                                          | 64’                                                                        |
| 21-6-2021                                                                  | Amsterdam                                                                  | Macedonia del Nord                                                         | 0 – 3                                                                      | Paesi Bassi                                                                | Euro 2020 - 1º turno                                                       | -                                                                          |                                                                            |
| 27-6-2021                                                                  | Budapest                                                                   | Paesi Bassi                                                                | 0 – 2                                                                      | Rep. Ceca                                                                  | Euro 2020 - Ottavi di finale                                               | -                                                                          | 81’                                                                        |
| 1-9-2021                                                                   | Oslo                                                                       | Norvegia                                                                   | 1 – 1                                                                      | Paesi Bassi                                                                | Qual. Mondiali 2022                                                        | -                                                                          | 18’                                                                        |
| 7-9-2021                                                                   | Amsterdam                                                                  | Paesi Bassi                                                                | 6 – 1                                                                      | Turchia                                                                    | Qual. Mondiali 2022                                                        | -                                                                          |                                                                            |
| 8-10-2021                                                                  | Riga                                                                       | Lettonia                                                                   | 0 – 1                                                                      | Paesi Bassi                                                                | Qual. Mondiali 2022                                                        | -                                                                          |                                                                            |
| 11-10-2021                                                                 | Rotterdam                                                                  | Paesi Bassi                                                                | 6 – 0                                                                      | Gibilterra                                                                 | Qual. Mondiali 2022                                                        | -                                                                          |                                                                            |
| 13-11-2021                                                                 | Podgorica                                                                  | Montenegro                                                                 | 2 – 2                                                                      | Paesi Bassi                                                                | Qual. Mondiali 2022                                                        | -                                                                          |                                                                            |
| 16-11-2021                                                                 | Rotterdam                                                                  | Paesi Bassi                                                                | 2 – 0                                                                      | Norvegia                                                                   | Qual. Mondiali 2022                                                        | -                                                                          |                                                                            |
| 26-3-2022                                                                  | Amsterdam                                                                  | Paesi Bassi                                                                | 4 – 2                                                                      | Danimarca                                                                  | Amichevole                                                                 | -                                                                          |                                                                            |
| 29-3-2022                                                                  | Amsterdam                                                                  | Paesi Bassi                                                                | 1 – 1                                                                      | Germania                                                                   | Amichevole                                                                 | -                                                                          |                                                                            |
| 3-6-2022                                                                   | Bruxelles                                                                  | Belgio                                                                     | 1 – 4                                                                      | Paesi Bassi                                                                | UEFA Nations League 2022-2023 - 1º turno                                   | -                                                                          |                                                                            |
| 11-6-2022                                                                  | Rotterdam                                                                  | Paesi Bassi                                                                | 2 – 2                                                                      | Polonia                                                                    | UEFA Nations League 2022-2023 - 1º turno                                   | -                                                                          |                                                                            |
| 22-9-2022                                                                  | Varsavia                                                                   | Polonia                                                                    | 0 – 2                                                                      | Paesi Bassi                                                                | UEFA Nations League 2022-2023 - 1º turno                                   | -                                                                          |                                                                            |
| 25-9-2022                                                                  | Amsterdam                                                                  | Paesi Bassi                                                                | 1 – 0                                                                      | Belgio                                                                     | UEFA Nations League 2022-2023 - 1º turno                                   | -                                                                          |                                                                            |
| 21-11-2022                                                                 | Doha                                                                       | Senegal                                                                    | 0 – 2                                                                      | Paesi Bassi                                                                | Mondiali 2022 - 1º turno                                                   | -                                                                          |                                                                            |
| 25-11-2022                                                                 | Al Rayyan                                                                  | Paesi Bassi                                                                | 1 – 1                                                                      | Ecuador                                                                    | Mondiali 2022 - 1º turno                                                   | -                                                                          |                                                                            |
| 29-11-2022                                                                 | Al Khawr                                                                   | Paesi Bassi                                                                | 2 – 0                                                                      | Qatar                                                                      | Mondiali 2022 - 1º turno                                                   | -                                                                          |                                                                            |
| 3-12-2022                                                                  | Al Rayyan                                                                  | Paesi Bassi                                                                | 3 – 1                                                                      | Stati Uniti                                                                | Mondiali 2022 - Ottavi di finale                                           | 1                                                                          |                                                                            |
| 9-12-2022                                                                  | Lusail                                                                     | Paesi Bassi                                                                | 2 – 2 dts (3 – 4 dtr)                                                      | Argentina                                                                  | Mondiali 2022 - Quarti di finale                                           | -                                                                          | 64’                                                                        |
| 24-3-2023                                                                  | Saint-Denis                                                                | Francia                                                                    | 4 – 0                                                                      | Paesi Bassi                                                                | Qual. Euro 2024                                                            | -                                                                          | 67’ 79’                                                                    |
| 27-3-2023                                                                  | Rotterdam                                                                  | Paesi Bassi                                                                | 3 – 0                                                                      | Gibilterra                                                                 | Qual. Euro 2024                                                            | -                                                                          | 63’                                                                        |
| 7-9-2023                                                                   | Eindhoven                                                                  | Paesi Bassi                                                                | 3 – 0                                                                      | Grecia                                                                     | Qual. Euro 2024                                                            | -                                                                          |                                                                            |
| 10-9-2023                                                                  | Dublino                                                                    | Irlanda                                                                    | 1 – 2                                                                      | Paesi Bassi                                                                | Qual. Euro 2024                                                            | -                                                                          | 46’                                                                        |
| 18-11-2023                                                                 | Amsterdam                                                                  | Paesi Bassi                                                                | 1 – 0                                                                      | Irlanda                                                                    | Qual. Euro 2024                                                            | -                                                                          |                                                                            |
| 22-3-2024                                                                  | Amsterdam                                                                  | Paesi Bassi                                                                | 4 – 0                                                                      | Scozia                                                                     | Amichevole                                                                 | -                                                                          | 82’                                                                        |
| 26-3-2024                                                                  | Francoforte sul Meno                                                       | Germania                                                                   | 2 – 1                                                                      | Paesi Bassi                                                                | Amichevole                                                                 | -                                                                          | 89’                                                                        |
| 6-6-2024                                                                   | Rotterdam                                                                  | Paesi Bassi                                                                | 4 – 0                                                                      | Canada                                                                     | Amichevole                                                                 | -                                                                          | cap. 72’                                                                   |
| 2-7-2024                                                                   | Monaco di Baviera                                                          | Romania                                                                    | 0 – 3                                                                      | Paesi Bassi                                                                | Euro 2024 - Ottavi di finale                                               | -                                                                          | 90+2’                                                                      |
| Totale                                                                     |                                                                            | Presenze (5º posto)                                                        | 108                                                                        |                                                                            | Reti                                                                       | 3                                                                          |                                                                            |

## Palmarès

### Club

#### Competizioni nazionali
- Campionato olandese: 7

Ajax: 2010-2011, 2011-2012, 2012-2013, 2013-2014, 2018-2019, 2020-2021, 2021-2022
- Coppa dei Paesi Bassi: 2

Ajax: 2018-2019, 2020-2021
- Supercoppa dei Paesi Bassi: 2

Ajax: 2013, 2019
- Coppa d'Inghilterra: 1

Manchester United: 2015-2016
- Community Shield: 1

Manchester United: 2016
- Coppa di Lega inglese: 1

Manchester United: 2016-2017
- Campionato tedesco: 1

Bayern Monaco: 2022-2023

#### Competizioni Internazionali
- UEFA Europa League: 1

Manchester United: 2016-2017

### Individuale
- Calciatore olandese dell'anno: 1

2014
- Squadra della stagione della UEFA Europa League: 1

2016-2017
- Squadra ideale della fase finale di UEFA Nations League: 1

2018-2019